# Super Baloo
Super Baloo (France) ou Looping (Québec, Belgique et Suisse sur la Télévision suisse romande) (TaleSpin) est une série télévisée d'animation américaine en 65 épisodes de 22 minutes, créée par Jymn Magon et Mark Zaslove d'après les personnages du Livre de la jungle, produite par les studios Disney et diffusée initialement sur Disney Channel le 5 mai 1990 au 8 août 1991 ainsi qu'en syndication entre le 10 septembre 1990 et le 2 septembre 1994. Un épisode spécial, servant de pilote pour la syndication, nommé Quand les pirates s'en mêlent (Plunder and Lightning) a été diffusé le 7 septembre 1990.
En France, la série a été diffusée à partir du 1er septembre 1991 sur TF1 dans l'émission Disney Club, au Canada à la Télévision de Radio-Canada à partir de 1991 et en Belgique à partir de 1993 dans l'émission Chambard sur RTL-TVI.

## Univers
La série se déroule dans la cité-État fictive de « Crête Suzette » (un calembour fondé sur le dessert crêpe Suzette), il s'agit d'une ville portuaire protégée par des falaises géantes à travers laquelle seule une petite ouverture subsiste et par où transite le trafic fluvial et aérien. L'ouverture dans la falaise est gardée par l'artillerie anti-aérienne et les avions de chasse de l'aérodrome, des Republic P-47 Thunderbolt, empêchant des envahisseurs volants ou des pirates de l'air de pénétrer dans la cité. Les personnages de l'univers de la série Super Baloo sont des animaux anthropomorphes issus en partie des personnages du Livre de la jungle.
Le cadre temporel de la série n'est jamais abordé en particulier, mais semble être entre le milieu et la fin des années 1930 : l'hélicoptère, la télévision et le moteur à réaction sont encore au niveau des dispositifs expérimentaux, et l'architecture n'est pas sans rappeler le style Art déco de cette période. Dans un épisode, Baloo indique que « la Grande Guerre s’est terminée il y a 20 ans », (en anglais « the Great War ended 20 years ago ») ce qui suggère que l'action de la série prend spécifiquement place en 1938. La radio est le média de masse principal, et dans un épisode il est même brièvement fait allusion au fait que des personnages n'avaient jamais entendu parler de la télévision.
La série est centrée sur les aventures de l'ours Baloo qui est pilote de brousse au service d'une entreprise de livraison, dont le champ d'activité est le transport de fret, « Baloo Airline » (« Baloo's Air Service » en version originale), qui, du fait de sa saisie par la banque pour défaut de paiement de factures, est racheté par Rebecca Cunningham et rebaptisé « Air Cunnigham » (« Higher for Hire » dans la version originale et « Loopilote » au Québec et au Nouveau-Brunswick). Fidèle à lui-même, il oublie ses livraisons en passant un peu trop de temps chez son ami, le barman Louis. Un orphelin et ancien pirate de l'air, l'ambitieux Kit Cloudkicker, s'attache à Baloo et devient son navigateur. Celui-ci l'appelle parfois « Papa Ours ».
Ensemble, ils forment l'équipage du seul avion de Air Cunnigham, un Conwing L-16 modifié (une combinaison fictive d'un Fairchild C-82 de transport et d'un Grumman HU-16 amphibie, ou encore un Blohm & Voss BV-138 sans moteur central), nommé le Zingalo (Sea Duck en version originale). Aidé du jeune Kit et de sa planche d'« aéro-surf », il réussit tout de même à déjouer les plans du puissant Shere Khan et du pirate des airs, Don Carnage. Mais l'entreprise de livraison se retrouve éternellement sans le sou. De là, la série suit les hauts et les bas de Air Cunnigham et de son personnel, parfois dans la veine des vieilles séries de film d'action-aventure des années 1930 et 1940 et leurs adaptations contemporaines, comme Les Aventuriers de l'arche perdue.
Leurs aventures impliquent souvent des rencontres avec le gang des pirates de l'air emmené par Don Carnage, des représentants de la Principauté de Pornaco (Thembria en version originale), une parodie de l'Union soviétique habitée par des sangliers anthropomorphes, ou autres, souvent des obstacles encore plus étranges.

## Personnages

### Crête Suzette

#### Loopilote
- Baloo : ours anthropomorphe gris, il est habillé d'une chemise à poches couleur savane et coiffé d'une casquette rouge. Son personnage reprend tous les traits de celui du Livre de la Jungle. Il est le personnage principal de la série. Son travail consiste à piloter son "Zingalo", un avion qui chérit le plus au monde, pour le compte de l'entreprise de livraison "Loopilote". Célibataire, fainéant, blagueur et négligé, il se laisse souvent déborder et invente régulièrement des histoires extraordinaires pour justifier ses retards ou échecs. Son comportement, limite infantile, agace d'ailleurs sa patronne Rebecca. Mais il peut faire preuve de témérité et d'innovation selon les circonstances. Se présentant comme le meilleur pilote du monde, il est régulièrement piqué dans son orgueil par ses adversaires et parvient à relever tous les défis, autant pour la gloire que pour la fortune. Il sauve à de nombreuses reprises ses proches ou Crête-Suzette des pirates. Il lui arrive de baisser les bras mais son éternel optimisme reprend toujours le dessus. On ne lui connaît pas de femme mais dans quelques épisodes il entre parfois en compétition avec son ami Louis pour une belle fille. Il emploie de nombreuses expressions faisant intervenir des fruits comme "Par Bananas !".
- Kit (Kit Cloudkicker en version originale) : ourson brun arborant une casquette bleue toujours vissée à l'envers et vêtu d'un pull vert sous lequel il glisse sa "planche", sorte de boomerang télescopique lui servant à surfer dans les airs. Il est incontestablement le meilleur ami de Baloo. Quand il n'est pas à l'école ou au club de ses amis, il est son copilote, formant un duo inséparable. D'une incroyable maturité, il est souvent la conscience de Baloo et sait trouver des solutions aux problèmes.
- Rebecca Cunningham : ourse habillée d'un pantalon mauve et d'un pull blanc à colle montant sous une veste rose. Elle est coiffée les cheveux en arrière selon la mode des années trente. Jeune patronne, elle doit jongler entre son entreprise "Loopilote" et son rôle de mère célibataire, une tâche rendue compliquée par les mésaventures de Baloo. Malgré son autorité et sa volonté de s'élever socialement, elle est douée d'une largesse d'esprit qui la rend attachante, lui valant le sobriquet de "Becky chérie" de la part de Baloo.
- Molly Cunningham : oursonne, fille de Rebecca. Elle affectionne sa poupée et Baloo. Elle aimerait que sa mère s'occupe davantage d'elle.
- Turbo (Wildcat en version originale) : lion anthropomorphe en combinaison grise et casquette rouge. C'est le candide de service. Vivant dans une carlingue d'avion réhabilitée en maison flottante, il est le mécanicien de "Loopilote". Ahuri et maladroit, il excelle pourtant dans les réparations. Il a eu une relation amoureuse.

#### Khan Industries
- Shere Khan : tigre anthropomorphe et leader de "Khan Industries" (frappé du logo SK). Vivant et travaillant en haut d'un gratte-ciel, cet anti-héros par nature est le personnage le plus riche de Crête Suzette. À tel point qu'il possède une armée et une escadrille d'aviation sous ses ordres. Charismatique, cultivé et calculateur, il est autant craint par ses collaborateurs ou employés que par ses ennemis. Il n'aime pas être dupé et sait habilement récupérer son dû. Néanmoins, il tient toujours ses engagements.
- Léo : un lion anthropomorphe assistant personnel de Shere Khan. Il est chargé de communiquer directement les messages de son maître à Don Carnage dans l'épisode ABC comme Amédée.

#### Louie Bar
- Louie : orang-outan en chemise à fleurs et chapeau de paille. Ami de longue date de Baloo, il tient un bar sur une île tropicale, véritable repère d'aventuriers et de pilotes. Baloo s'y arrête quand l'occasion se présente, pour passer du bon temps ou fêter sa victoire. Louie s'associe à de nombreuses reprises avec Baloo dans différentes aventures. Tout comme Baloo, son personnage reprend les traits du personnage éponyme, le roi Louie, du Livre de la Jungle. Il est de plus assisté pour gérer son bar par d'autres singes, ressemblants également aux singes du roi Louie dans Le Livre de la Jungle.

#### Autorités de Crête Suzette
- Inspecteur Hercule Phoque (Inspector Burrow en version originale) : agent de l'ATSOO ou Agence Transatlantique de Secours aux Otaries Orphelines de l'Océan (ACHOO pour Agency Concerned with the Happiness of Oceanic Oddities en version originale).
- Amédé Pan (Ralph Throgmorton en version originale) : instructeur de pilotage appliquant systématiquement l'ensemble des procédures dans l'ordre alphabétique.

### Pirates de l'air
- Don Carnage (Don Karnage en version originale) : principal antagoniste de la série. Renard avec des oreilles rabattues, en tenue de capitaine. Chef mégalomane des Pirates de l'air qui a la manie de terminer plusieurs mots en "age". Il ruse sans cesse pour s'emparer de Crête Suzette ou de quelques fortunes avec son dirigeable, quartier général volant où sont rangés les avions des pirates.
- Truffe (Mad Dog en version originale) : sorte de fouine. Lieutenant de Don Carnage, il est toujours assisté de Nazo.
- Nazo (Dumptruck en version originale) : sorte de grand canidé, un peu efféminé. Lieutenant de Don Carnage.

### Les Pornaciens
- Le colonel Phacochère (Colonel Ivanod Spigot en version originale) : chef suprême des forces aériennes de la Principauté de Pornaco. Il essaie d’asseoir son autorité au sein de son commandement et de se faire valoir au près du Grand Général, sans grand succès. De petite taille, il est la risée de tout le monde. Son nom n'est jamais retenu par les protagonistes, à l'exception de son Lieutenant, ce qui le fâche.
- Le lieutenant Porchon (Sergeant Dunder en version originale) : second du colonel Phacochère. Il est l'homme à tout faire du Colonel. Sympathique, il s'entend très bien avec Baloo.
- Le Grand général (The High Marshal en version originale) : dirigeant suprême de la principauté de Pornaco.
- Le lieutenant Pur Porc (Colonel Warden Slammer en version originale) : directeur du pénitencier de sécurité maximale de l'île du diable
- Le professeur Jean Val Jambon (Professor Crackpotkin en version originale) : un terroriste détenu à la prison de sécurité maximale de l'île du diable pour actes de terrorisme. Il déteste le gruau et s'est montré prêt à se suicider pour détruire les réserves de gruau de Pornaco sans se soucier des dommages collatéraux pouvant en résulter.
- Gastine (Wally en version originale) : dirigeant de la principale usine de munition de la Principauté de Pornaco et impliqué dans un faux attentat contre le Grand général pour déclencher une guerre avec Crête Suzette afin de relancer les commandes d'armement pour leur usine (épisode Gastine et Reinette s'en vont en guerre). Il incite Baloo à livrer le colis contenant la bombe sans chercher à ce que la bombe atteigne sa cible.  Au lieu de cela, il souhaite que les gardes-frontières de Pornaco la découvrent avant qu'elle ne puisse atteindre le Grand général. Son objectif est de pouvoir faire accuser Baloo et ainsi déclencher une guerre avec Crête Suzette pour pouvoir augmenter les ventes de son usine par des bombes. Les choses ne se passent cependant pas comme prévu: la bombe parvient malgré tout jusqu'au Grand général mais explose sur Gastine qui y survit. Son destin après cela est inconnu.
- Reinette (Mick en version originale) : l'associé de Gastine qui complota avec lui afin d'envoyer une bombe au Grand général dans l'épisode Gastine et Reinette s'en vont en guerre. Lui et Gastine dirigent la principale usine de munition de la Principauté de Pornaco.

## Épisodes
1. L'Oncle et la Poupée (Molly Coddled)
2. ABC comme Amédée (On a Wing and a Bear)
3. Moutarde, Saucisse et Cornichon (The Golden Sprocket of Friendship)
4. Santa Planeta (War of the Weirds)
5. Tel n'es pas qui croyait être (A Baloo Swithceroo)
6. La Légende de Villenbroucle (Whistlestop Jackson, Legend)
7. Les Baloos maudits (The Balooest of the Blue Bloods)
8. Le Cours de Zingal-orthographe (Vowel Play)
9. Looping en jupons (Feminine Air)
10. Riz fifi à Crête Suzette (Last Horizons)
11. Quand les pirates s'en mêlent (en) [1/4] (Plunder and Lightning Part 1)
12. Quand les pirates s'en mêlent [2/4] (Plunder and Lightning Part 2)
13. Quand les pirates s'en mêlent [3/4] (Plunder and Lightning Part 3)
14. Quand les pirates s'en mêlent [4/4] (Plunder and Lightning Part 4)
15. Le Tour du monde en 50 $ (Double or Nothing)
16. Baloo au régime de bananes (Gruel and unusual Punishment)
17. Kit ou double (Flight School Confidential)
18. Le Père Noël est une doublure (A Jolly Molly Christmas)
19. La Rançon de la poire (Save The Tiger)
20. Les 24 heures du ciel (The Ransom of Red Chimp)
21. Bouledogue Cassidy et le Kit (Bringing Down Babyface)
22. L'Anchois des armes (Pizza Pie in the Sky)
23. Rien que pour ta glace (I Only Have Ice For You)
24. Le Miroir aux pirates 1re partie (A Bad Reflection on You Part 1)
25. Le Miroir aux pirates 2e partie (A Bad Reflection on You Part 2)
26. Pour une poignée de diamants (A Touch of Glass)
27. La Pieuvre par neuf (It Came from Beneath the Sea Duck)
28. Le Cercle des prouesses disparues (Stormy Weather)
29. La Soupe aux truffes (The Bigger They are the Louder They Oink)
30. Un carburant ca pompe énormément (For a Fuel Dollars More)
31. L'oignon fait la force (The Idol Rich)
32. Zimouines (Mommy for a Day)
33. Le Jour le plus faux (The Time Bandit)
34. Parole de perroquet (Polly Wants a Treasure)
35. Robot boulot dodo (From Here to Machinery)
36. Rebond 007 (A Spy in the Ointment)
37. Bas de laine contre une baleine (All's Whale that Ends Whale)
38. Le Zbeugz a encore frappé (Bearly Alive)
39. Starlywood (A Star Is Torn)
40. Le Fantôme de Rebecca (Her Chance To Dream)
41. Citizen Khan (Citizen Khan)
42. Vacances de neige à Pornaco (Flight of the Snow Duck)
43. Baloo au bal (My Fair Baloo)
44. L'Ange gardien (The Old Man and the Sea Duck)
45. Dernier Domicile coconut (Louie's Last Stand)
46. Le Bon, la Brute et le Nazo (Captains Outrageous)
47. Pour qui sonne le glas : 1re partie (For Whom the Bell Klangs Part 1)
48. Pour qui sonne le glas : 2e partie (For Whom the Bell Klangs Part 2)
49. Trois hommes et un grappin (Jumping the Guns)
50. Baloo la classe (Sheepskin Deep)
51. Va voir momie, papa travaille (In Search of Ancient Blunders)
52. Les Oies mousquetaires (Waiders of the Wost Tweasure)
53. Un savant fou, fou, fou (Baloo Thunder)
54. Gastine et Reinette s'en vont en guerre (Flying Dupes)
55. Mon beau lapin (The Road to Macadamia)
56. Elle court, elle court la fourrure (The Sound and the Furry)
57. Un ourson nommé Lama (Destiny Rides Again)
58. Becky, j'ai rétréci la gosse (The Incredible Shrinking Molly)
59. Baloo des sources (Paradise Lost)
60. La colle est finie (Stuck On You)
61. La guerre du froid n'aura pas lieu (Bygones)
62. Qui a peur du grand méchant fou (Bullethead Baloo)
63. La Grande Course autour du son (Mach One for the Gipper)
64. Le facteur grogne toujours deux fois (Your Baloo's In The Mail)
65. Vol au-dessus d'un nid de couronnes (Time Waits For No Bear)

## Distribution

### Voix originales
- Ed Gilbert : Baloo
- Sally Struthers : Rebecca Cunningham
- Jim Cummings : Louie, Don Karnage
- Pat Fraley : Wildcat
- Tony Jay : Shere Khan
- R. J. Williams : Kit
- Janna Michaels : Molly Cunningham
- Kath Soucie : Princesse Lotta L'Amour
- Liz Georges : Myra Foxworthy

### Voix françaises
- Benoît Allemane : Baloo
- Geneviève Taillade : Rebecca Cunningham
- David Lesser : Kit
- Michel Mella : Turbo
- Edgar Givry : Don Karnage
- Michel Vigné : Louie, Dumptruck
- Gabriel Cattand : Shere Khan
- Claire Guyot : Molly Cunningham
- Serge Lhorca : Colonel Phacochère
- Colette Venhard : Personnages secondaires

Version française
- Société de doublage : Télétota
- Direction artistique et adaptation des dialogues : Nathalie Raimbault

## Générique français
- Paroles françaises : Luc Aulivier
- Chanté par Georges et Michel Costa
- Musique du générique : Michael et Patty Silversher[1]

## Sorties vidéo
- France :

La série a été éditée en France sous forme de cassettes VHS chez Film Office et Buena Vista Home Entertainment. Le ratio est en 1.37:1 plein écran 4/3 en audio français stéréo
- Super Baloo : Les Risque-tout (Cassette VHS Secam) sorti le 20 septembre 1991. Deux épisodes : L'oignon fait la force et Zimouines .

- Super Baloo : Top fun (Cassette VHS Secam) sorti le 20 septembre 1991. Deux épisodes : Titre inconnus 

- Super Baloo : Pour une poignée de sable ! (Cassette VHS Secam) sorti le 20 septembre 1991. Deux épisodes : Titre inconnus 

- Super Baloo : Ciel mon Baloo ! (Cassette VHS Secam) sorti le 20 septembre 1991. Deux épisodes : Le cercle des prouesses disparues et Un carburant ça pompe énormément 

- Super Baloo : A fond les manettes (Cassette VHS Secam) sorti le 25 septembre 1992. Deux épisodes : Trois hommes et un grapin et La grande course autour du son 

- Super Baloo : Acrobaties en tout genres (Cassette VHS Secam) sorti le 25 septembre 1992. Deux épisodes : Robot Boulot Dodo et Les Baloos Maudits 
Aucune édition DVD officielle n'est sortie en France.
- États-Unis :

La série est sortie dans son intégralité en DVD chez Walt Disney Video. Le ratio est en 1.33:1 plein écran 4/3 en audio anglais avec sous-titres anglais.
- TaleSpin Volume 1 (Coffret 3 DVD) (27 épisodes) sorti le 29 août 2006 : épisodes 1 à 27 (piste française disponible).

- TaleSpin Volume 2 (Coffret 3 DVD) (27 épisodes) sorti le 13 novembre 2007 : épisodes 28 à 54 (sous-titres français disponibles).

- TaleSpin Volume 3 (Coffret 2 DVD) (11 épisodes) sorti le 13 janvier 2015 : épisodes 55 à 65. ASIN B00MHT49Q8

## Autour de la série
Une erreur est survenue lors de la diffusion française. L'épisode en quatre parties intitulé Quand les pirates s'en mêlent fut numéroté de 11 à 14, alors qu'il raconte le véritable début de l'histoire, et est numéroté de 1 à 4 dans la diffusion originale.
Dans la série La Bande à Picsou de 2017, dès la saison 1, plusieurs éléments de la série sont reprises dont la ville Crête Suzette et le personnage Don Karnage qui apparaît en tant que pirate de l'air et qui va devenir l'ennemi juré de Fifi Duck. Cette nouvelle version de Karnage diffère de celle de Super Baloo dont le fait qu'il parle normalement.
Dans l'épisode La cargaison perdue de Kit Cloudkicker ! de la troisième saison, Kit et Molly sont également introduits dans la série en versions plus âgés. Kit succède à Baloo en tant que pilote et à l'instar de son mentor, il est irresponsable et maladroit tandis que Molly est devenue une acrobate aérienne de haute voltige dans une compagnie qu'elle dirige. Dans cet épisode, Kit fait équipe avec Della Duck et ses fils, Riri et Fifi, dans le but de retrouver une pierre mystique avant Don Karnage et son équipage.
Dans le générique de fin du film Tic et Tac, les rangers du risque, Baloo et Kit apparaissent sur une affiche publicitaire d'un jeu avec d'autres personnages de Disney. Cette affiche semble être une référence au jeu Super Smash Bros. Ultimate.

## B.D.
81 numéros papiers ont été édités sur la série dont 59 histoires, 20 couvertures et 2 illustrations. Le tableau ci-dessus récapitule les histoires publiées à l'étranger et en France.
| Code      | Titre anglais                                        | Titre français                          | Publication |
| --------- | ---------------------------------------------------- | --------------------------------------- | --- |
| D94070    | Head Over Heals                                      | Aucun                                   | ? |
| D94143    | The Khan Job                                         | Aucun                                   | ? |
| FJM91238  | Aucun                                                | Pastèques et pataquès                   | France: Le Journal de Mickey no 2055 (1991) |
| D94054    | Bye, Bye, Baloo                                      | Aucun                                   | ? |
| KQ1990    | Shine A Little Light                                 | Aucun                                   | États-Unis: Holiday Parade 1 (1990) Brésil: Almanaque Disney 305 (1996) |
| KZ1090    | Louie's Ristorante                                   | Bienvenue Chez Louie                    | États-Unis: Disney Adventures 1-01 (1990) France: Le Journal de Mickey no 2041 (1991) États-Unis: Disney's Colossal Comics Collection 2 (1992) Allemagne: Limit 1992-02 (1992) Brésil: Almanaque Disney 333 (1999) Brésil: Seleção Disney 30 (1999) |
| KX0690    | Mission - Maybe Sort of a Little Impossible          | Opération récupération                  | États-Unis: Disney Adventures 1-01 (1990) France: Le Journal de Mickey no 2041 (1991) Allemagne: Limit 1992-02 (1992) |
| KV0990    | Flight of the Sky-Raker                              | L'oiseau de fer                         | États-Unis: Cartoon Tales 1 (1991) États-Unis: TaleSpin 1 (1991) Espagne: Joven/Películas 3 (1991) France: Collection "Disney Club" no 5 (1992) Allemagne: Micky Maus präsentiert 6 (1993) Finlande: Disney waltit 5 (1993) Suède: Disney's TV-serier 1993-02 (1993) Argentine: Disney en Dibujos Animados 16 (1994) Espagne: Disney en Dibujos Animados 16 (1994) Grèce: Αλμανάκο 43 (1994) Italie: Duck Tales avventure di paperi - TV Comic Magazine 5 (1995) Finlande: Aku Ankka - Jumbo 10 p. 370 (2005) |
| KB0190    | Take Off part one - Plane for keeps                  | Aucun                                   | États-Unis: TaleSpin limited series 1 (1991) Royaume-Uni: The Disney Weekly (Fleetway) 30 (1991) Royaume-Uni: The Disney Weekly (Fleetway) 31 (1991) Pays-Bas: Ducktales 22 (1993) Grèce: Αλμανάκο 38 (1994) Pays-Bas: Ducktales Omnibus 4 (1995) Italie: Duck Tales avventure di paperi - TV Comic Magazine 8 (1996) |
| KZ1890    | Doctor Doyen's Robotic Revenge                       | Pagaille dans les airs                  | États-Unis: Disney Adventures 1-03 (1991) France: Le Journal de Mickey 2045 (1991) Allemagne: Limit 1993-04 (1993) |
| KB0290    | Take Off part two - Missed deeds and Derring-Don'ts  | Aucun                                   | États-Unis: TaleSpin limited series 2 (1991) Royaume-Uni: The Disney Weekly (Fleetway) 35 (1991) Grèce: Αλμανάκο 39 (1994) Pays-Bas: Ducktales 24 (1994) Italie: Duck Tales avventure di paperi - TV Comic Magazine 8 Pays-Bas: Big Fun 9 (2007) |
| KB0490    | Take-Off Part Three - Khan Job                       | Aucun                                   | États-Unis: TaleSpin limited series 3 (1991) Royaume-Uni: The Disney Weekly (Fleetway) 40 (1991) Grèce: Αλμανάκο 41 (1994) Pays-Bas: Ducktales 25 (1994) Italie: Duck Tales avventure di paperi - TV Comic Magazine 8 (1996) Pays-Bas: Ducktales Omnibus 5 (1996) Pays-Bas: Big Fun 9 (2007) |
| KB0890    | Take Off part four - Plunder and Lightning           | Aucun                                   | États-Unis: TaleSpin limited series 4 (1991) Royaume-Uni: The Disney Weekly (Fleetway) 46 (1992) Grèce: Αλμανάκο 42 (1994) Pays-Bas: Ducktales 26 (1994) Italie: Duck Tales avventure di paperi - TV Comic Magazine 8 (1996) Pays-Bas: Big Fun 9 (2007) |
| KZ4890    | Voodoo Baloo                                         | Vaudou Baloo                            | États-Unis: Disney Adventures 1-08 (1991) États-Unis: Disney's Colossal Comics Collection 6 (1992) Allemagne: Limit 1992-01 (1992) France: Disney Club Vacances 14 (1994) Brésil: Almanaque Disney 304 (1996) Pays-Bas: Ducktales 31 (1995) Pays-Bas: Ducktales Omnibus 6 (1997) |
| KJB005    | The Why of the Beholder                              | Aucun                                   | États-Unis: TaleSpin 1 (1991) États-Unis: Disney's Colossal Comics Collection 3 (1992) Royaume-Uni: The Disney Weekly (Fleetway) 49 (1992) Allemagne: Limit 1993-09 (1993) Grèce: Αλμανάκο 40 (1994) |
| KZ4290    | The Ruby Monkey Head                                 | Super Baloo contre les pirates du ciel  | États-Unis: Disney Adventures 1-09 (1991) États-Unis: Disney's Colossal Comics Collection 10 (1993) Allemagne: Limit 1993-07 (1993) France: Disney Club Vacances 6 (1992) Italie: Disney Club 3 (1997) |
| KZ4090    | A Night on the Town                                  | Déjeuner à deux                         | États-Unis: Disney Adventures 1-10 (1991) États-Unis: Disney's Colossal Comics Collection 3 (1992) Allemagne: Limit 1993-07 (1993) France: Disney Club Vacances 18 (1995) Italie: Disney Club 2 (1997) Brésil: Almanaque Disney 327 (1998) |
| KJB003    | Idiots Aboard!                                       | Deux débiles à bord                     | États-Unis: TaleSpin 3 (1991) France: Disney Club Vacances 2 (1991) Espagne: Joven/Películas 5 (1992) Grèce: Αλμανάκο 45 (1994) |
| KJB008    | Contractual Desperation!                             | Aucun                                   | États-Unis: Cartoon Tales 10 (1991) États-Unis: TaleSpin 4 (1991) Grèce: Αλμανάκο 46 (1994) |
| EGN?4     | The Volcano of Gold!                                 | Le volcan d'or                          | France: Collection "Disney Club" 4 (1991) États-Unis: Disney's Colossal Comics Collection 5 (1992) Finlande: Parhaat Sarjat 1992-65 (1992) Finlande: Disney waltit 1 (1992) Argentine: Disney en Dibujos Animados 23 (1994) Espagne: Disney en Dibujos Animados 23 (1994) Allemagne: Micky Maus präsentiert 13 (1995) Finlande: Aku Ankka - Jumbo 10 (2005) |
| KZ4990    | It's a Plunderful Life!                              | Aucun                                   | États-Unis: Disney Adventures 1-11 (1991) Allemagne: Limit 1993-08 (1993) |
| KZ6090    | The Rise of the Pillager Queen                       | L'ultime vol du Pillard                 | États-Unis: Disney Adventures 1-12 (1991) États-Unis: Disney's Colossal Comics Collection 7 (1992) France: Disney Club Vacances 10 (1993) Allemagne: Limit 1996-01 (1995) Pays-Bas: Ducktales 30 (1995) Brésil: Almanaque Disney 298 (1996) Brésil: Seleção Disney (Encadernada, 2a. Série) (1996) Italie: Disney Club 4 (1997) |
| KJB007b   | The Old Man And the Sea Duck                         | Aucun                                   | États-Unis: TaleSpin 5 (1991) |
| KZ4590    | The Dogs of War!                                     | Aucun                                   | États-Unis: Disney Adventures 2-01 (1991) États-Unis: Disney's Colossal Comics Collection 9 (1993) idem |
| KJB009    | F'reeze a Jolly Good Fellow!                         | Bon Anniversaire Don Carnage            | États-Unis: Cartoon Tales 10 (1991) États-Unis: TaleSpin 6 (1991) France: Disney Club Vacances 13 (1993) Pays-Bas: Ducktales 27 (1994) Pays-Bas: Ducktales Omnibus 5 (1996) Pays-Bas: Big Fun 9 (2007) |
| KJB011    | The Long Flight Home                                 | Les enfants terribles                   | États-Unis: TaleSpin 7 (1991) France: Disney Club Vacances 15 (1994) Grèce: Μίκυ (Μεγάλο) 382 (1999) Pays-Bas: Ducktales 28 (1994) Pays-Bas: Ducktales Omnibus 5 (1996) Pays-Bas: Big Fun 9 (2007) |
| KZ7390    | Catch of the Day                                     | Aucun                                   | États-Unis: Disney Adventures 1-11 (1991) États-Unis: TaleSpin 7 (1991) Allemagne: Limit 1993-08 (1993) Grèce: Μίκυ (Μεγάλο) 382 (1999) |
| KZ5990    | Danger With Danger Woman                             | Cette fille est un danger public        | États-Unis: Disney Adventures 2-02 (1991) France: Disney Club Vacances 20 (1995) Italie: Disney Club 1 (1996) Brésil: Disney Explora 16 (1999) |
| FJM91240  | Aucun                                                | Super Noël                              | France: Le Journal de Mickey 2061 (1991) France: Le Journal de Mickey (Albums) 149 (1991) |
| KZ3290    | Kung Fu Mistress                                     | La reine du karaté                      | États-Unis: Disney Adventures 1-07 (1991) États-Unis: Disney's Colossal Comics Collection 8 (1992) Allemagne: Limit 1993-06 (1993) France: Disney Club Vacances 12 (1993) Pays-Bas: Ducktales 36 (1996) Pays-Bas: Ducktales Omnibus 7 (1998) |
| KZ2890    | A Piece o' Da Action                                 | Les gang des Racketteur                 | Allemagne: Limit 1993-02 (1993) États-Unis: Disney Adventures 1-05 (1991) France: Le Journal de Mickey 2044 (1991) France: Le Journal de Mickey (Albums) 148 (1991) États-Unis: Disney's Colossal Comics Collection 2 (1992) |
| FJM92201  | Aucun                                                | Le faux coupable                        | France: Le Journal de Mickey 2064 (1992) France: Le Journal de Mickey (Albums) 149 (1992) Allemagne: Micky Maus Super Sommer Spaß 1 (1995) |
| KZ5490    | Flimflam Flyboy                                      | L'apprenti pilote                       | États-Unis: Disney Adventures 2-04 (1992) France: Disney Club Vacances 8 (1992) Allemagne: Limit 1993-09 (1993) Pays-Bas: Ducktales 32 (1995) |
| FJM 92202 | Aucun                                                | Le Hollandais volant                    | France: Le Journal de Mickey 2068 (1992) France: Le Journal de Mickey (Albums) 150 (1992) Brésil: Almanaque Disney 283 (1995) |
| FJM92203  | Aucun                                                | Il ne faut pas jouer avec les amulettes | France: Le Journal de Mickey 2071 (1992) France: Le Journal de Mickey (Albums) 150 (1992) Brésil: Almanaque Disney 288 (1995) |
| KZ1490a   | Congratulations, You Have Just Won...                | L’heureuse gagnante                     | États-Unis: Disney Adventures 1-06 (1991) États-Unis: Disney's Colossal Comics Collection 3 (1992) France: Disney Club Vacances 12 (1993) Allemagne: Limit 1993-05 (1993) Brésil: Disney Explora 14 (1999) |
| KZ2090    | Little Plane of Horrors                              | Les P'tites bêtes qui volent            | États-Unis: Disney Adventures 1-04 (1991) États-Unis: Disney's Colossal Comics Collection 3 (1992) France: Disney Club Vacances 7 (1993) Allemagne: Limit 1993-03 (1993) |
| KZ1490b   | Pirate for a Day                                     | Pirate d'un jour                        | États-Unis: Disney Adventures 1-02 (1990) France: Le Journal de Mickey 2044 (1991) France: Le Journal de Mickey (Albums) 148 (1991) États-Unis: Disney's Colossal Comics Collection 3 (1992) Allemagne: Limit 1992-03 (1992) Pays-Bas: Ducktales 33 (1995) |
| KJZ004    | The Gates of Shambala Part 1: The Silver Tongue      | Aucun                                   | États-Unis: Disney Adventures 2-05 (1992) Allemagne: Limit 1993-11 (1993) |
| KJZ024    | The Gates of Shambala Part 2: Idol Chatter           | Aucun                                   | États-Unis: Disney Adventures 2-06 (1992) Allemagne: Limit 1993-11 (1993) |
| FJM92206  | Aucun                                                | Le pays de l'oubli"                     | France: Le Journal de Mickey 2079 (1992) France: Le Journal de Mickey (Albums) 151 (1992) |
| KJZ034    | The Gates of Shambala Part 3: The Voice of Wisdom    | Aucun                                   | États-Unis: Disney Adventures 2-07 (1992) Allemagne: Limit 1993-11 (1993) |
| FJM92207  | Aucun                                                | Taupe Gun                               | France: Le Journal de Mickey 2082 (1992) France: Le Journal de Mickey (Albums) 151 idem |
| KJZ091    | Knight Fright                                        | Dans l'antre du dragon                  | États-Unis: Disney Adventures 2-08 (1992) Allemagne: Limit 1993-10 (1993) France: Disney Club Vacances 16 (1994) |
| FJM92209  | Aucun                                                | Silence, on triche !                    | France: Le Journal de Mickey 2085 (1992) France: Le Journal de Mickey (Albums) 151 |
| KJZ061    | A Fitting Display                                    | Aucun                                   | États-Unis: Disney Adventures 2-10 (1992) Argentine: Explora 4 (1999) |
| KJZ009    | The Nearly Last Wave                                 | Raz de marée sur Cap Suzette            | États-Unis: Disney Adventures 2-10 (1992) France: Disney Club Vacances 11 (1993) Allemagne: Limit 1993-12 (1993) Brésil: Almanaque Disney 306 (1997) Pays-Bas: Ducktales 34 (1995) Italie: Disney Club 4 (1997) Pays-Bas: Ducktales Omnibus 6 (1997) |
| FJM92214  | Aucun                                                | Vertiges                                | France: Le Journal de Mickey 2096 (1992) France: Le Journal de Mickey (Albums) 153 (1992) |
| KJZ060    | For Emergencies Only                                 | Aucun                                   | Allemagne: Limit 1994-06 (1994) États-Unis: Disney Adventures 3-03 (1993) |
| KJZ016    | The Girl from Pango Pango!                           | La belle inconnue                       | États-Unis: Disney Adventures 3-05 (1993) France: Disney Club Vacances 17 (1995) Allemagne: Limit 1996-06 (1996) |
| KJZ088    | Weighty Matters                                      | Aucun                                   | États-Unis: Disney Adventures 4-05 p. 080 (1994) Allemagne: Limit 1995-01 (1994) |
| KJZ089    | Last Rights                                          | Aucun                                   | États-Unis: Disney Adventures 4-06 (1994) |
| KZ5290    | Bye, Bye, Sea Duck                                   | Aucun                                   | États-Unis: Disney Adventures 4-08 (1994) Italie: Disney Club 3 (1997) |
| KJZ132    | The Legend of the Chaos God - Crystal Chaos          | Aucun                                   | États-Unis: Disney Adventures 4-09 (1994) |
| MTDA 1-C  | Welcome to Gumbeaux Bubble Gum Capital of the World! | Aucun                                   | États-Unis :The Disney Afternoon 1 (1994) |
| KJZ108    | True Baloo                                           | Aucun                                   | États-Unis: Disney Adventures 5-01 (1994) |
| KJZ172    | All in your P.O.V.                                   | Aucun                                   | États-Unis: Disney Adventures 5-04 (1995) Brésil: Almanaque Disney 297 (1996) Brésil: Seleção Disney (Encadernada, 2a. Série) 3 (1996) |
| KJZ007    | Der letzte Kampf                                     | Aucun                                   | Allemagne: Limit 1995-03' (1995) |
| MTDA7-A   | Law of the Bayou                                     | Aucun                                   | États-Unis: The Disney Afternoon 7 (1995) |